# 服虔
服 虔（ふく けん、生没年不詳）は、中国後漢末期の人。字は子慎。司隸河南尹滎陽県の出身。『春秋左氏伝』・『漢書』の注釈で有名な大儒。

## 略歴
最初の名は重（ちょう）であったが祇（し）と改名し、更に虔と改名した。太学で学び、著作を得意とした。
鄭玄が『春秋』伝に注を施そうと考えていた時、旅先の宿舎で偶然服虔に会った。まだお互い会った事が無かったが、鄭玄は服虔がある人と『春秋』伝の注について語っているのを聞き、主旨が自分の考えに近いと思った。鄭玄は服虔に「私は『春秋』伝に注を施そうと思っていてまだ終わっていなかったが、貴方の考えは私とほぼ同じであるようだから、私が注を付けた箇所を全て貴方に差し上げましょう」と言った。これによって服虔の注が完成した（『世説新語』文学篇）。
また、服虔は『春秋』伝への注について他の者の考えも参考にしようとし、崔烈が門生を集めていると知り姓名を隠した上で、門生の振りをして講義を聞いた。崔烈は服虔の名を以前から聞いていたので、彼ではないかと怪しみ、早朝に彼の寝床へ行き、寝ている彼に「子慎」と呼びかけた。服虔は驚いて返事をしたので正体が露見し、二人は友人となった（『世説新語』文学篇）。
『春秋左氏伝解』を著し、また『春秋公羊伝』の大家何休が漢の事件について反駁した60数件について、『左伝』を用いて反論を加えた。孝廉に推挙され、昇進して中平年間末に九江太守となったが罷免された。董卓死後に、陶謙・鄭玄・孔融・応劭らと共に朱儁を太師に推薦しようとしたが、朱儁が受けなかった。その後、避難先で病死した。
服虔は『漢書』への注釈でも知られ、顔師古による注の中でも引用されている。
また『隋書』経籍志によると『通俗文』という字書の著者とされるが、顔之推は服虔が作者かどうか疑わしいとしている。『通俗文』は他の書の引用以外現存しない。